# Pour un homme
Pour un homme est un parfum masculin de Caron, créé et sorti en France en 1934. C'est l’un des tout premiers parfums dédiés spécifiquement aux hommes.

## Parfum
Caron lance en 1934 le parfum Pour un homme. Ernest Daltroff a l’idée de créer un parfum destiné aux hommes, à l’époque où ils utilisaient principalement des eaux de Cologne. Il met à l’honneur un ingrédient très apprécié par les hommes : la lavande,. 
Anne Davis le décrit comme « un jus en toute franchise avec les plus belles lavandes des Alpes-de-Haute-Provence, réunies comme une brassée de fraîcheur, qu’une subtile note de vanille et d’ambre vient troubler. Le cocktail est simple et sophistiqué à la fois ».
Jeanne Doré perçoit ce parfum en deux temps « comme un paysage impressionniste en deux couleurs : du mauve et du brun, avec juste quelques légères touches jaunes et vertes par endroits. Un ciel de lavande qui caresse un champ d’ambre, de vanille et de tabac. ».
Le flacon présente un minimalisme cubique avec capsule en métal blanc et vignette.
Parmi les égéries : Forbes March (1997), Patrick Dupond (2000), Francisca Viudes (2001), Sébastien Chabal (2008), Serge Gainsbourg (1972).
Il reste l'un des rares parfums pour homme aussi ancien à être toujours commercialisé.